# Jake McLaughlin

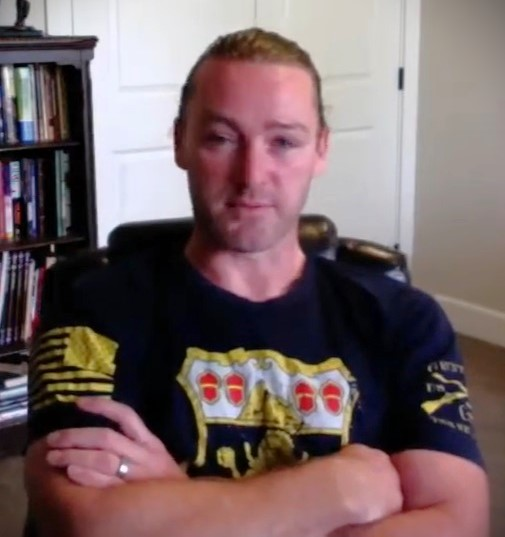
Jake McLaughlin

Jake McLaughlin (* 7. Oktober 1982 in Paradise, Kalifornien als Jacob Adam McLaughlin) ist ein US-amerikanischer Schauspieler.

## Leben
McLaughlin ist der Sohn von John P. McLaughlin und Rebecca Kay De Victoria. Er besuchte die Notre Dame Catholic School und die Chico High School in Chico, Kalifornien. Er zog nach Südkalifornien und machte an der North Hollywood High School seine Hochschulreife.
McLaughlin trat 2002 der U.S. Army bei. Er war Teil der 3. US-Infanteriedivision und somit einer der ersten, die in Bagdad einmarschierten. Er diente vier Jahre lang im Irak, bevor er schwer verletzt wurde. Für seine Bemühungen wurden ihm viele militärische Auszeichnungen, unter anderem die Global War on Terrorism Service Medal, Army Achievement Medal und Global War on Terrorism Expeditionary Medal verliehen. Nachdem er das Militär verlassen hatte, war McLaughlin zunächst auf einem Krabbenboot in Oregon und anschließend Sicherheitsbeamter bei den Universal Studios.
Seit 2004 ist er mit Stephanie McLaughlin verheiratet und das Paar hat fünf gemeinsame Kinder.

## Karriere
Während McLaughlin als Sicherheitsbeamter für die Universal Studios tätig war, hörte er von dem Casting für den Kriegsfilm Im Tal von Elah von Paul Haggis. Er bekam die Rolle des Gordon Bonner und gab somit 2007 sein Schauspieldebüt. Nach dem Erfolg des Filmes absolvierte er Cameoauftritte in den Filmen Der Tag, an dem die Erde stillstand und Cloverfield. Außerdem hatte er Gastrollen unter anderem in CSI: Vegas, Leverage, Navy CIS: L.A., The Mentalist, Cold Case – Kein Opfer ist je vergessen, Heroes, Criminal Minds und Grey's Anatomy.
In der zweiten Staffel von L.A. Crash hatte er die Hauptrolle des Bo Olinville inne. Es folgten Rollen in den Spielfilmen Savages, Safe House und Warrior. 2014 hatte McLaughlin die Hauptrolle des William Tate, Jr. in der kurzlebigen NBC-Fernsehserie Believe
Von September 2015 bis August 2018 verkörperte McLaughlin die Hauptrolle des Ryan Booth in der ABC-Thrillerserie Quantico.

## Filmografie (Auswahl)
- 2007: Im Tal von Elah (In the Valley of Elah)
- 2008: Der Tag, an dem die Erde stillstand (The Day the Earth Stood Still)
- 2008: Leverage (Fernsehserie, eine Folge)
- 2009: Cloverfield
- 2009: L.A. Crash (Crash, Fernsehserie, 13 Folgen)
- 2010: Grey’s Anatomy (Fernsehserie, eine Folge)
- 2011: In Plain Sight – In der Schusslinie (In Plain Sight, Fernsehserie, Folge 4x11)
- 2011: The Mentalist (Fernsehserie, Folge 3x11)
- 2011: Super 8
- 2012: Safe House
- 2012: Savages
- 2014: Believe (Fernsehserie, 13 Folgen)
- 2014: Scorpion (Fernsehserie, Folge 1x10)
- 2015–2018: Quantico (Fernsehserie, 57 Folgen)
- 2020: Home
- seit 2023: Will Trent (Fernsehserie)
- 2022: In with the Devil (Black Bird, Miniserie, 2 Folgen)